# Антипертит
Антипертит (рос. антипертит; англ. antiperthite; нім. Antiperthit) — плагіоклаз із закономірно орієнтованими включеннями ортоклазу, що утворився внаслідок розпаду ізоморфної суміші.